# Artonis bituberculata
Artonis bituberculata là một loài nhện trong họ Araneidae.
Loài này thuộc chi Artonis. Artonis bituberculata được Tord Tamerlan Teodor Thorell miêu tả năm 1895.